# Ратмирово (Московская область)
Ра́тмирово — деревня в Воскресенском муниципальном районе Московской области. Входит в состав сельского поселения Фединское. Население — 227 чел. (2010).

## География
Деревня Ратмирово расположена в юго-западной части Воскресенского района, примерно в 0,5 км к западу от города Воскресенска. Высота над уровнем моря 117 м. Рядом с деревней протекает река Москва. В деревне 4 улицы — Железнодорожная, Набережная, Некрасова и Полевая. 
На юге находится железнодорожная платформа Ратмирово Большого кольца Московской железной дороги.

## Название
В письменных источниках деревня упоминается как Ратмер (1577 год), Ратмери (1784 год), Ратмир (Ратьмир, Ратмира) (1862, 1890 и 1912 годы), с 1926 года — Ратмирово. Название связано с некалендарным личным именем Ратмир.

## История
В 1926 году деревня являлась центром Ратмировского сельсовета Мячковской волости Коломенского уезда Московской губернии.
С 1929 года — населённый пункт в составе Воскресенского района Коломенского округа Московской области, с 1930-го, в связи с упразднением округа, — в составе Воскресенского района Московской области.
До муниципальной реформы 2006 года Ратмирово входило в состав Ратчинского сельского округа Воскресенского района.

## Население
В 1926 году в деревне проживало 268 человек (140 мужчин, 128 женщин), насчитывалось 51 хозяйство, из которых 50 было крестьянских. По переписи 2002 года — 182 человека (87 мужчин, 95 женщин).
| 1926 | 2002 | 2010 |
| ---- | ---- | ---- |
| 268  | ↘182 | ↗227 |